# Republic Steel
Republic Iron and Steel Company (förkortat Republic Steel) var ett amerikanskt statligt-ägt företag som arbetade och tillverkade inom stål- och metallbranschen. Republic Steel grundades 1899 i Youngstown, Ohio, men har huvudkontor i Canton, Ohio. Företaget konkurrerade mot U.S. Steel och dess stora övertag inom branschen i USA. Företaget upplöstes 1984.